# 血と骨
『血と骨』（ちとほね）は、梁石日（ヤン・ソギル）の小説。また、それを原作とした映画および漫画。

## 原作小説
1930年代の大阪を舞台とし、作者の実父をモデルに、その体躯と凶暴性で極道からも畏れられた男・金俊平（きん しゅんぺい）の、蒲鉾製造業や高利貸しによる事業の成功やその裏での実の家族に対する暴力、そしてその後の愛人との交際による転落、遂には「故郷」である北朝鮮での孤独な死までを描いた小説。
第11回の山本周五郎賞を受賞し、その後第119回直木賞にもノミネートされた。

### 登場人物
金俊平
主人公。済州島出身。猜疑心が強く極端に自己中心的な性格で何事も暴力に物を言わせて従わせようとする粗暴な人間。身長は180cmを超え体重は100kg近い巨漢で、暴力団員にも恐れられる膂力の持ち主。命に関わるような暴力沙汰を繰り返しながら健康には異常に気を使い、博奕好きの一方で極端な吝嗇であるなど二面性のある人物。常に匂いの染みついた毛皮の半コートを着用し、乱闘に備えポケットには刃物除けの鎖を忍ばせ、ベルトに桜の棍棒を挿している。
李英姫
俊平の妻。故郷を出奔した後に娘一人を連れ、飲み屋を営んでいた女性。俊平に押しかけられ、有無を言わさず結婚させられた上、俊平の放蕩と暴力で心身を磨り減らすことになる。
春美
英姫が俊平と出会う前に生まれた長女。
韓容仁
娘婿。闊達な達弁家でリーダーシップもあり、在日朝鮮人の若者のリーダー格となる。父親は資産家だったが財産を残さず後妻と帰国してしまった。協力はするものの粗暴な俊平には批判的。
高信義
俊平の従兄弟の蒲鉾職人。俊平の数少ない理解者で謹厳実直な人物。在日朝鮮人を取り巻く社会情勢にも高い意識を持ち、「高山信義」として出兵もするが、それゆえ労働争議で逮捕されるなどの困難に度々見舞われる。俊平が巻き起こすさまざまなトラブルの尻拭いのために奔走する。
朴明美
高信義の妻。夫が逮捕されて困窮した際、英姫の家に間借りするなどお互い支え合っている。
美花
明美の母方の従妹。淫蕩で奔放な性格の元妓生。一度は俊平の愛人の座に収まるが、その性格からほどなく破綻する。
金成漢
俊平と英姫の息子。幼少時から俊平の暴力に苦しむが、成長するに従いその暴力をやり過ごす術を身につけ、反抗するようになる。
花子
俊平と英姫の娘。家族を養うために働かざるを得ない英姫に代わって子供のころから家事を切り盛りするが、俊平の暴力によって心身ともに擦り減らしていく。
朴武
俊平が広島に出稼ぎに来ていた郷（済州島）出身の知人の妻を強姦して孕ませた成漢の異母兄弟。母親は自殺し荒んだ少年期を過ごしたこともあって、27年ぶりに現れた時には暴力団のヒットマンになっていた。
みさ子
夫婦生活の破たんした俊平が賄い婦兼愛人として連れてきた中年女。金子と浮気の末に職人の食糧費を持ち逃げして逐電した。
山梨清子
英姫との生活が破綻した後に同棲した愛人。金俊平は子供を望んでいたが不妊症だったため精神的な虐待を受けるようになる。病魔に冒され俊平の重荷となっていく。
鳥谷定子
病に倒れた山梨清子の介護のために金泰洙と金容洙が連れてきた浮浪者同然の中年女性。金俊平の破滅の引き金となる。
金泰洙
俊平の甥の蒲鉾職人。6歳年下と年は近いが俊平は父親同然のため頭が上がらず、度々借金を踏み倒されたり、逆に強引な取り立てを受けるなどの災難に遭う。顔も体格も俊平にそっくりだが、性格は全く逆で寡黙で気弱。戦後は屠畜業を経て奈良に移住し果樹園を営む。
金容洙
俊平の甥の蒲鉾職人で泰洙の兄。達洙と同じく俊平からさまざまな無理難題を度々押し付けられる。戦後は養豚場を営む。
田辺
『東邦産業』の職長。元極道の強面だが、俊平の暴力には敵わず対応に苦慮している。
裴明斗
『東邦産業』の蒲鉾職人。以前勤めていた蒲鉾工場でも俊平と働いていたためその危険を知悉している。
金栄鎮
『太平産業』の蒲鉾職人。年が近く同じ金姓のため俊平を慕う。酒に目が無く口も軽いお調子者。軽挙が度々トラブルの引き金となる。
朴顕南
『太平産業』の蒲鉾職人。8人と子だくさんのため常に生活に窮している。
金子勇（金勇）
『朝日産業』の蒲鉾職人。仕事中も頻繁に飲酒するアルコール依存症。みさ子と逐電する。
元山吉男
『朝日産業』の蒲鉾職人。配達中に高価な運搬車を盗まれたことで俊平に凄まじい折檻を受ける。鬱憤が爆発して俊平を出刃包丁で刺すが、反撃され頭蓋骨陥没骨折の重傷を負う。のちに「殺しの元山組」と呼ばれる武闘派暴力団の組長となるが、俊平には頭が上がらない。
八重
飛田遊郭の遊女。足抜けの金の大半を俊平に支払わせた挙句逐電した。
朴芳子
天満に住む英姫の友人。俊平の元を逃げ出した英姫を一時匿う。
ヨンエ婆さん
英姫の家の裏長屋にすむ老婆。70を越える高齢だが矍鑠としており、俊平にも食って掛かるなど強気な人物。
国本
朝鮮人長屋に住む夫婦。妻の方は話好きで様々な噂を言い触らし俊平の神経を逆なでさせている。
石原
朝鮮人長屋に住むエキセントリックな性格の寡婦。3人の子供を養うため闇米の商売をしている。
坂本陽介
朝鮮人長屋に住んでいる唯一の日本人家族の長男。小児麻痺の後遺症が残っている障害者だが、万引きやかっぱらいなど犯罪同然の遊びに興じていた長屋の子供たちに、将棋や囲碁の手ほどきをして知的好奇心を刺激し、粗暴な遊びから離れるきっかけを作った。
張賛明
俊平の元を逃げ出した英姫が一時期匿われていた老夫婦の息子。ヒロポンの密造容疑で警察の追及を受けた際に英姫の家で潜伏する。
呉漢淳
天王寺の暴力団・多門組の下部組織の賭場で帳場を務める暴力団員。二度にわたり俊平を襲撃するが返り討ちに遭い半殺しにされる。

### 舞台となる蒲鉾工場
東邦産業
物語冒頭で俊平や信義が勤務していた蒲鉾工場。職人は12人と規模が小さい。経営者は自ら一番に出勤し包丁を振るう寡黙で勤勉な人物。俊平は遊女に騙された直後に職場で暴力沙汰を起こした上、長期の無断欠勤を続けたため解雇され、信義は友人に請われ太平産業に移った。
太平産業
東邦産業を解雇された俊平が信義と共に移った蒲鉾工場。100人を超える職人を抱え、風呂の設備も備えるなどの大企業。社長は土建業、鉱業、遊郭に加え大阪‐済州島航路を持つ海運会社『尼崎海運』の大株主でもある市会議員。俊平は英姫との結婚を境に退職し、信義をはじめ朝鮮人職人は世界恐慌に伴う不況で全員解雇された。
朝日産業
英姫が組織した頼母子講の金と、容仁の奔走による認可で開業にこぎつけた蒲鉾工場。かつて職場を共にした職人が集まった。終戦直後の食料統制下で独占状態のため濡れ手で粟の大儲けに成功するが、暴力で職人を押さえつける俊平が病に倒れると職人が逃散し破綻した。
- 梁石日『血と骨』 幻冬舎、1998年、ISBN 9784877282103
  - 文庫版 (上) - 幻冬舎〈幻冬舎文庫〉、2001年、ISBN 9784344401051
  - 文庫版 (下) - 幻冬舎〈幻冬舎文庫〉、2001年、ISBN 9784344401068

## 映画
2004年に公開された。ビートたけし主演で話題を呼ぶ。第78回キネマ旬報ベスト・テン日本映画第2位、脚本賞、監督賞、主演男優賞、助演男優賞（オダギリジョー）、第59回毎日映画コンクール日本映画大賞、第17回日刊スポーツ映画大賞・石原裕次郎賞作品賞。第28回日本アカデミー賞最優秀監督賞、最優秀助演女優賞、最優秀助演男優賞。
第78回アカデミー賞外国語映画賞の日本代表に選出され、出品されたが、本選のノミネート5作品に選出されなかった。

### 出演
- 金俊平 - ビートたけし（子供時代：伊藤淳史）
- 李英姫 - 鈴木京香
- 金正雄 - 新井浩文[注 1]（子供時代：森田直幸）
- 金花子 - 田畑智子（子供時代：竹﨑由佳）
- 朴武 - オダギリジョー
- 高信義 - 松重豊
- 趙永生 - 國村隼
- 金成貴 - 塩見三省
- 朴希範 - 寺島進
- 山梨清子 - 中村優子
- 鳥谷定子 - 濱田マリ
- 元山吉男 - 北村一輝
- 金春美 - 唯野未歩子
- 張賛明 - 柏原収史
- 金容洙 - 仁科貴
- 金泰洙 - 佐藤貢三
- 大谷早苗 - 中村麻美
- 鳥谷ゆき子 - 平岩紙
- 鄭烈 - 眞島秀和
- 朴鉄煥 - 朱源実
- 崔栄植 - 三浦誠己
- 玄昌休 - 斎藤歩
- 姜明美 - 洪仁順
- 朴英恵 - 向井理恵
- 大山 - 塩見三省
- 徳山 - 喜安浩平
- 木元 - 寺井健人
- 藤田 - 伊藤洋三郎
- 国本 - 飯島大介
- 酒屋の主人 - トミーズ雅
- 藤田の妻 - 岩崎幸子
- 警官 - 小林太樹

ほか

### スタッフ
- 製作：石川富康、西村嘉郎、沼田宏樹
- 企画：泉英次、和田省一
- 製作総指揮：若杉正明
- プロデュース：榎望、中嶋竹彦
- アソシエイト・プロデューサー：原克子
- 監督：崔洋一
- 脚本：崔洋一、鄭義信
- 撮影：浜田毅
- 音楽：岩代太郎
- 制作担当：森井輝
- 製作委員会：ビーワイルド、アーティストフィルム、東芝エンタテインメント、衛星劇場、朝日放送、ザナドゥー
- 配給：松竹、ザナドゥー

## 備考
- 『血と骨』と、1993年に公開された同じく崔洋一の監督映画『月はどっちに出ている』の原作である『タクシー狂操曲』は、どちらも梁の自伝的小説である。崔によれば、映画『血と骨』の主人公である新井浩文演じる金正雄が成人した姿が、『月はどっちに出ている』の主人公・岸谷五朗が演じる神田忠男となる。

## 漫画
古沢優により漫画化されている。幻冬舎〈幻冬舎コミックス〉、2004年、全3巻。
1. ISBN 9784344804562
2. ISBN 9784344804692
3. ISBN 9784344804852